# Cespitularia exigua
Cespitularia exigua is een zachte koraalsoort uit de familie Xeniidae. De koraalsoort komt uit het geslacht Cespitularia. Cespitularia exigua werd in 1970 voor het eerst wetenschappelijk beschreven door Verseveldt. 